# Сайнс, Борха
Борха Сайнс Эгускиса (исп. Borja Sainz Eguskiza; родился 1 февраля 2001, Лехона, Испания) — испанский футболист, вингер клуба «Норвич Сити».

## Клубная карьера
Сайнс — воспитанник клубов «Атлетик Бильбао» и «Алавес». 25 августа 2019 года в матче против «Эспаньола» он дебютировал в Ла Лиге. В этом же поединке Икер забил свой первый гол за «Сельту».